# Джанет О’Салливан
Джанет О’Салливан — активистка движения за право выбора в Ирландии. Она бывшая представительница Кампании за права на аборт. Она публикуется как под ирландской версией своего имени, Janet Ní Shuilleabháin, так и под английской версией. В 2016 году Би-би-си включила её в список 100 женщин 2016 года.

## Агитация
О’Салливан была сторонницей возможности выбора с начала 1990-х, когда дело X попало в новости, и несколько лет спустя сама сделала аборт. Как представительница Кампании за права на аборт, она часто писала в национальные газеты и появлялась на радио и телевидении в дебатах об абортах в Ирландии.
О’Салливан также активистка Bi-Visibility, выступающей за равенство в браке.

### Референдум по восьмой поправке
О’Салливан выступала за отмену Восьмой поправки и работает над отменой поправки и принятием как в Ирландии, так и в Северной Ирландии законодательства, гарантирующего женщинам право выбора. 3 апреля 2018 года она зарегистрировалась в качестве третьего лица в SIPO, правительственном органе по надзору за соблюдением этических норм Ирландии. Она была единственным физическим лицом, зарегистрировавшимся в качестве третьей стороны.